# Круйс, Хенк
Хенк Круйс (нидерл. Henk Kruys; род. 16 декабря 1949) — нидерландский дзюдоист, двукратный победитель первенств Нидерландов среди юниоров (1967, 1969), победитель (1965, 1967) и бронзовый призёр (1966) первенств Европы среди кадетов, победитель (1969) и бронзовый призёр (1968) первенств Европы среди юниоров, чемпион (1973) и бронзовый призёр (1969, 1973) чемпионатов Нидерландов среди взрослых, победитель и призёр международных турниров, бронзовый призёр чемпионата Европы 1971 года. Выступал в тяжёлой (свыше 93 кг) и абсолютной весовых категориях.